# Jerzy Albinus
Jerzy Albinus herbu Trzy Kroje (ur. na pocz. XVI w., zm. przed 10 maja 1570) – polski duchowny rzymskokatolicki, biskup pomocniczy wileński.

## Biografia
Studiował na Akademii Krakowskiej, gdzie w 1531 został magistrem sztuk wyzwolonych. Następnie do 1533 wykładał na wydziale filozofii tej uczelni Listy Cycerona i Fasti Owidiusza. Uzyskał również doktorat obojga praw. W 1533 przyjął święcenia kapłańskie. W Wilnie był kantorem katedralnym.
5 listopada 1550 papież Juliusz III prekonizował go biskupem pomocniczym wileńskim oraz biskupem in partibus infidelium modońskim. Brak informacji kiedy i od kogo przyjął sakrę biskupią.
Podejrzewany był o sprzyjanie nowościom religijnym i protestantyzmowi. Miał być zwolennikiem sprawowania mszy świętych w językach narodowych. Biskup wileński Walerian Protasewicz wraz z kapitułą miał go skłaniać do rezygnacji z sufraganii, jednak bp Albinus utrzymał się na stanowisku.